# DR1 (rete televisiva)
DR1 è un canale televisivo nazionale danese edito dall'azienda radiotelevisiva pubblica DR.
È stata la prima stazione televisiva in Danimarca ed ha iniziato a trasmettere nel 1951, all'inizio solo per un'ora al giorno tre volte alla settimana.
Oggi DR1 è il canale principale di DR per le notizie e l'attualità, oltre a trasmettere anche programmi d'intrattenimento come fiction ed altri contenuti culturali. La programmazione è strutturata per essere da grande richiamo per l'intera popolazione danese.

## Loghi

Logo utilizzato dal 2005 al 2009.
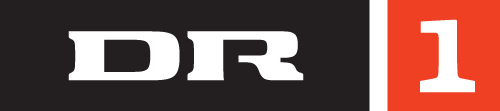
Logo utilizzato dal 2009 al 2013.
Logo utilizzato dal 2013 al 2017
Logo utilizzato dal 2017 al 2020